# Grad Racconigi
Kraljevi grad Racconigi je palača s krajinskim parkom v kraju Racconigi, pokrajini Cuneo, Piemont, Italija. Bil je uradna rezidenca linije Savoja-Carignano, družine Savojcev in je ena od kraljevih rezidenc na UNESCO-ovem seznamu svetovne dediščine. 

## Zgodovina
Prvi zapisi o gradu so iz okoli leta 1000, ko je Bernardino iz Suse obnovil staro graščino in jo prepustil cistercijanskim menihom.
Grad je bil posest mejnih grofov Saluzzu in drugih od 13. stoletja dalje, v 16. stoletju ga je  pridobila družina Savojcev. Leta 1630 ga je vojvoda Karel Emanuel I. Savojski dodelil svojemu nečaku Tomažu Francu, knezu Carignano (Tommaso Francesco di Savoia, Principe di Carignano), ustanovitelj linije Savoja-Carignano. V tem času je bil grad visoka opečna trdnjava obdana z obrambnim jarkom, kvadratnega tlorisa s štirimi vogalnimi stolpi in visokim bivalno-obrambnim stolpom (mastio, francosko donjon) na eni strani.

## Arhitektura
Emanuel Filibert, princ Carignano, Tomažev sin, je v poznem 17. stoletju naročil  Guarino Guariniju preoblikovanje trdnjave v rezidenco za uživanje. Arhitekt je postavil današnji osrednji del, kjer je dvorišče in dodal pagodi podobno streho. Dva severna stolpa so nadomestili s paviljoni s kupolasto streho in kvadratnim tlorisom in lanterne iz belega marmorja. Oblikovani so bili tudi vrtovi.
V poznem 18. stoletju je Ludovico Luigi Vittorio Carignano odredil prenovo notranjosti, razširitev dveh južnih stolpov in dodal štukature in drugo neoklasicistično dekoracijo; naročil je tudi nov vhod s štirimi korintski stebri in trikotno atiko ter veliko stopnišče.
Karel Albert Carignano,  ki je postal kralj Sardinije, ga je še bolj razširil in okrasi, saj naj bi predstavljal sijaj novo pridobljene vladavine. Njegov dvorni arhitekt Ernesto Melano je razširil staro kvadratno strukturo okoli osrednjega dela, dodal dve stranski zgradbi priključeni na fasadna paviljona, in še drugo stopnišče na južni strani.
Tu se je leta 1904 rodil zadnji kralj Italije, Umberto II.. Ko je leta 1930 grad dobil za poročno darilo, je vanj namestil  družinsko galerijo okoli 3.000 slik in zgodovinskih dokumentov v zvezi z  Torinskim prtom.

## Podeželski park
Emanuel Filibert je oblikoval čudovit obsežen park v francoskem slogu  (Jardin à la française), ki se razprostira proti severu. Zasnoval ga je znani  francoski krajinski arhitekt 17. stoletja, André le Notre, znan po oblikovanju Versajskih vrtov.
V poznem 18. stoletju je bil uveden slog angleškega podeželskega vrta, Pelágio Palagi je postavil vrsto manjših objektov ob jezeru, kot je dorski Tempietto, kapela v gotskem slogu in drugi krajinski elementi. Ruska dača je bila zgrajena v čast obiska carja Nikolaja II. Ruskega v Piemontu, v krajinskem parku pa je bila 24. oktobra 1909 podpisana tudi sporazum imenovan kupčija Racconigi, sporazum o vzhodni Evropi in ruskem nadzoru Bosporja v zameno za italijanski nadzor Tripolija in Cirenajke. Italija in ruski imperij sta sklenila novo pogodbo z Avstro-Ogrsko nekaj dni kasneje in nista upoštevali tega sporazuma.